# Reattore nucleare a temperatura molto alta
Il reattore nucleare a temperatura molto alta (noto in inglese con la sigla VHTR, acronimo di Very High Temperature Reactor) è un tipo di reattore nucleare a fissione di IV generazione che utilizza un reattore moderato a grafite con un ciclo dell'uranio a singolo passaggio. Questo design di reattore prevede una temperatura del complesso di circa 1.000 °C. Il nucleo del reattore può essere sia un sistema di "blocchi prismatici"  in grafite oppure una serie di "ciottoli" (pebble-bed) anch'essi in grafite. Le alte temperature raggiunte permettono applicazioni chimiche secondarie del calore ottenuto, sia nel *cracking degli idrocarburi oppure nella produzione d'idrogeno via il processo termo-chimico noto come Ciclo zolfo-iodio. 

Schema del reattore nucleare a temperatura molto alta.

## Potenziale impiego nella "economia a idrogeno"
È stata ventilata in futuro la possibilità che i motori a combustione interna a benzina e gasolio vengano rimpiazzati con sistemi a cella a combustione che fornirebbero tensione a motori elettrici, creando una vera e propria economia a idrogeno.
Per essere ecologicamente sostenibile, riguardo al problema dell'effetto serra, la produzione di idrogeno dovrebbe avvenire con meccanismi che non impieghino nessun tipo di combustibile fossile, neanche indirettamente o collateralmente (come nelle coltivazioni agricole di biomassa).

Il reattore nucleare VHTR potrebbe diventare una delle fonti di questo idrogeno.
Il reattore VHTR produrrebbe idrogeno in modo diretto, per via termica, senza disperdere l'energia termo-nucleare nelle varie conversioni termo-meccaniche ed elettriche.

Un beneficio dei reattori nucleari che producono sia  elettricità che idrogeno è che si può scegliere rapidamente di produrre una tra le due. Ad esempio l'impianto potrebbe produrre elettricità di giorno ed idrogeno di notte, compensando così la variazione della domanda. Se prodotto in modo conveniente, questo schema farebbe concorrenza ai sistemi di stoccaggio energetico a griglia attuali. Esiste una domanda di idrogeno così alta negli Stati Uniti che tutta la generazione di potenza "di picco" potrebbe essere soddisfatta da tali impianti. 

## Design del reattore nucleare

### Moderatore di neutroni
Alcuni progetti russi ed statunitensi si basano su una  configurazione del nocciolo a blocchi prismatici, con i blocchi esagonali di grafite strettamente impilati in un contenitore a pressione circolare in acciaio. Esistono anche progetti impieganti i "Pebble bed" (ciottoli in grafite) che vengono sperimentati e sono progettati per temperature di esercizio inferiori rispetto a quelle proposte per il VHTR.  I design "Pebble bed" hanno normalmente un nucleo dove i ciottoli si trovano dentro un anello, ed al centro è posta una spirale centrale fatta di grafite.

### Combustibile nucleare
Il combustibile nucleare proposto usualmente è l'ossido di uranio in configurazione TRISO, ma è stato anche proposto il carburo di uranio UC.  I TRISO "pellets" (ciottoli) possono essere sia disposti in una specie di "sedimento" per il design a letto di ciottoli oppure fusi per formare barre che vengono inserite dentro i blocchi esagonali di grafite (Simili in questo al reattore RBMK di Černobyl').

### Refrigerante

#### Elio
I reattori refrigerati ad elio sono il tipo di reattori che prevalentemente si studiano oggi; il principale progetto proposto utilizza un nucleo termico di 600-MW con una temperatura di uscita dell'elio di circa 1.000 °C. L'elio è stato utilizzato in molti reattori a gas ad alta temperatura, HTGR (High Temperature Gas Reactors). L'elio è un gas inerte, dunque non reagisce con alcun altro elemento né materiale biologico, ad eccezione di ustioni provocate dalla enorme quantità di calore che esso può accumulare. Un altro suo vantaggio è che non assorbe neutroni, e dunque non diventa radioattivo. Il suo impiego  richiede che il sistema del contenimento del core, ed i tubi, siano pressurizzati e capaci di sopportare alte temperature ed ampie escursioni termiche.

#### Sale liquido
La variante refrigerata a sali liquidi, nota anche come LS-VHTR, era previamente chiamata "Advanced High Temperature Reactor" (AHTR) ed utilizza un sale liquido per il raffreddamento di un core prismatico di grafite. È essenzialmente un  progetto VHTR standard che utilizza sali liquidi invece di elio. Il sale fuso ad alte temperature passerebbe attorno ai blocchi di grafite oppure in fori perforati in essi. Il reattore nucleare LS-VHTR ha molte interessanti caratteristiche, che includono: la possibilità di lavorare a temperature estremamente alte (il punto di ebollizione di molti sali fusi sotto studio è al di sopra dei 1400 °C), bassa pressione di raffreddamento che può essere utilizzata più facilmente per giungere alla produzione d'idrogeno in maniera sicura ed industrialmente conveniente (la maggior parte dei cicli termo-elettrici richiedono temperature in eccesso rispetto ai 750 °C), migliore efficienza della conversione elettrica rispetto ad un VHTR refrigerato ad elio operante in condizioni simili, possibilità di applicazione del sistema passivo di sicurezza intrinseca, e migliore  ritenzione dei sotto-prodotti di fissione in caso d'incidente. Dal momento che questi reattori sono relativamente poco testati, questa versione del progetto richiede ulteriori ricerche tecnologiche.

### Controllo della reazione
Nei progetti a blocchi prismatici di grafite, alcuni dei blocchi del core sono lasciati vuoti e permettono l'inserimento di barre di controllo. Il VHTR verrebbe controllato allo stesso modo dei normali reattori PBMR. Se si utilizzasse un reattore col nucleo a ciottoli (pebble bed core), le barre di controllo verrebbero inserite nel riflettore di neutroni (in grafite) attorno al nucleo, oppure dentro la spirale centrale in grafite.  Il controllo nei reattori pebble bed potrebbe essere ottenuto anche aggiungendo sfere contenenti assorbitori di neutroni.

## Caratteristiche di sicurezza ed altri benefici
Questi progetti si avvantaggiano delle caratteristiche di sicurezza intrinseca di un core raffreddato ad elio, moderato in grafite con specifiche ottimizzazioni di aspetti collaterali del design. La grafite ha una grande inerzia termica ed il refrigerante in elio è in fase singola (gassosa), è chimicamente inerte, e dunque non ha effetti di reattività, non dissocia (come il vapore d'acqua, che si dissocia in idrogeno e ossigeno) in elementi che dopo possono esplodere. Inoltre non diventa radioattivo, perché non assorbe neutroni. Il core è composto di grafite, ha grande capacità termica e stabilità strutturale anche alle alte temperature. Il combustibile nucleare è rivestito da ossicarburo di uranio che permette un'elevata efficienza di "burn-up" (avvicinandosi 200 GWd/t, dunque consuma efficientemente l'uranio) ed incapsula efficacemente i prodotti di fissione. L'elevata temperatura media di fuoriuscita di gas (1000 °C) dal nucleo del VHTR permette la conversione diretta dell'energia termica del gas tramite apposite turbine a ciclo Brayton (senza le perdite di efficienza tipiche degli scambiatori gas-acqua) e/o la produzione di una fonte di calore utile a processi industriali esterni al reattore come lo steam cracking termico e l'elettrolisi chimica dell'acqua, per produrre idrogeno.

### Alta efficienza nel "burn out" del combustibile nucleare
Durante test che sono stati eseguiti sull'Advanced Test Reactor (ATR) dell'Idaho National Laboratory (Idaho, USA) circa 300.000 particelle di combustibile nucleare sono state irraggiate con un intenso bombardamento di neutroni a temperature intorno a 1250 gradi Celsius che hanno confermato l'efficienza del progetto, capace di produrre il triplo dell'energia (il 19%) dalla stessa quantità di combustibile rispetto agli attuali LWR (operativi ed in costruzione), oltre a garantire una relativa affidabilità e sicurezza dei materiali e refrigeranti impiegati.

### Vantaggi e svantaggi del refrigerante a elio

#### Vantaggi
- L'elio, a differenza dell'acqua, non si dissocia termicamente in idrogeno e ossigeno, con il conseguente rischio di esplosioni da bolle d'idrogeno (come è avvenuto a Černobyl' e a Fukushima).
- Il rapporto di conversione "C" è molto superiore rispetto al reattore nucleare PWR e ai BWR. Questo perché l'elevato flusso di neutroni permette la fertilizzazione del torio.

#### Svantaggi
- A differenza dei reattori ad acqua leggera utilizzati in Europa, la perdita del refrigerante in tali sistemi non comporta la perdita del moderatore di neutroni e dunque la reazione nucleare può essere interrotta soltanto utilizzando le barre di controllo. Vi è anche il rischio dell'incendio della grafite se dovesse entrare in contatto con l'aria atmosferica.
- Problemi di corrosione per infiltrazioni di acqua. Il reattore refrigerato ad elio moderato a grafite di Fort St. Vrain presentò dei problemi di infiltrazione d'acqua dalla pompa di ricircolo dell'elio (lubrificata ad acqua). L'acqua a quelle temperature è estremamente corrosiva, danneggiando il sistema di refrigerazione interno al reattore.
- Piuttosto costoso per lo smantellamento. Una volta svuotato del combustibile nucleare, e una volta estratto l'elio (che può essere riciclato in un altro reattore), rimane il problema della grafite, estremamente infiammabile e molto radioattiva. Questo incrementa il costo di smantellamento, elevandolo teoricamente al livello dei vecchi reattori Magnox (moderati a grafite, refrigerati a CO2).